# Ritoókné Szalay Ágnes
Ritoókné Szalay Ágnes (Ritoók Zsigmondné; Szalay Ágnes) (Budapest, 1931. június 13. – 2022. december 15.) magyar irodalomtörténész, klasszika-filológus.

## Életpályája
1950–1954 között az Eötvös Loránd Tudományegyetem Bölcsészettudományi Kar latin-görög-könyvtár szakán tanult. 1954–2004 között a Magyar Tudományos Akadémia Könyvtára Kézirattárának és a Régi Könyvek Gyűjteményének munkatársa volt. 1970-től a Reneszánsz Osztály külső tagja volt. 
Kutatási területe a magyarországi latinság és Janus Pannonius műveinek kritikai kiadása.

## Családja
1957-ben házasságot kötött Ritooók Zsigmond filológussal (1929–). Három gyermekük született: Ritoók Ágnes (1961–), Judit (1963–) és Zsigmond (1966–).
Temetése a Fiumei úti sírkertben történt.

## Művei
- Bartoniek Emma: Fejezetek a 16-17. századi magyarországi történetírás történetéből (sajtó alá rendezte, 1975)
- Hortus Musarum. Egy irodalmi társaság emlékei (összegyűjtötte, bevezető, 1984)
- "Nympha super ripam Danubii". Tanulmányok a XV-XVI. századi magyarországi művelődés köréből (2002)
- Jani Pannonii Opera I. (szerkesztette; 2006)

## Díjai
- Marót Károly-díj (1984)
- A Magyar Érdemrend lovagkeresztje (2012)